# The Shiralee
Pour plus de détails, voir Fiche technique et Distribution.
The Shiralee est un film britannique réalisé par Leslie Norman et sorti en 1957.
Il a été nommé lors de la 11e cérémonie des British Academy Film Awards.

## Synopsis
Macauley, un ouvrier agricole itinérant, se trouve en situation de prendre la responsabilité de son enfant. Il trouve sa femme dans les bras d'un autre, et décide de partir en emmenant sa fille. L'enfant est le "Shiralee", un mot irlandais qui signifie « butin », ou métaphoriquement, un « fardeau »...

## Fiche technique
- Réalisation : Leslie Norman
- Scénario : Leslie Norman, Neil Paterson, d'après une nouvelle de D'Arcy Niland
- Production : Ealing Studios
- Distribution : Metro-Goldwyn-Mayer
- Musique : John Addison
- Lieu de tournage : Australie
- Image : Paul Beeson
- Montage : Gordon Stone
- Durée : 99 minutes
- Date de sortie : 
  - Royaume-Uni :11 juillet 1957

## Distribution
- Peter Finch : Jim Macauley
- Dana Wilson : Buster Macauley
- Elizabeth Sellars : Marge Macauley
- George Rose : Donny
- Rosemary Harris : Lily Parker
- Russell Napier : Mr. W.G. Parker
- Niall MacGinnis : Beauty Kelly
- Tessie O'Shea : Bella Sweeney
- Sidney James : Luke Sweeney
- Charles 'Bud' Tingwell : 	Jim Muldoon
- Alec Mango : Papadoulos
- John Phillips : Docteur
- Guy Doleman : Son O'Neill

## Distinctions
- Nommé lors de la 11e cérémonie des British Academy Film Awards